# Maesobotrya pynaertii
Maesobotrya pynaertii là một loài thực vật có hoa trong họ Diệp hạ châu. Loài này được (De Wild.) Pax mô tả khoa học đầu tiên năm 1921.